# 브리트니 스피어스의 콘서트 투어 목록

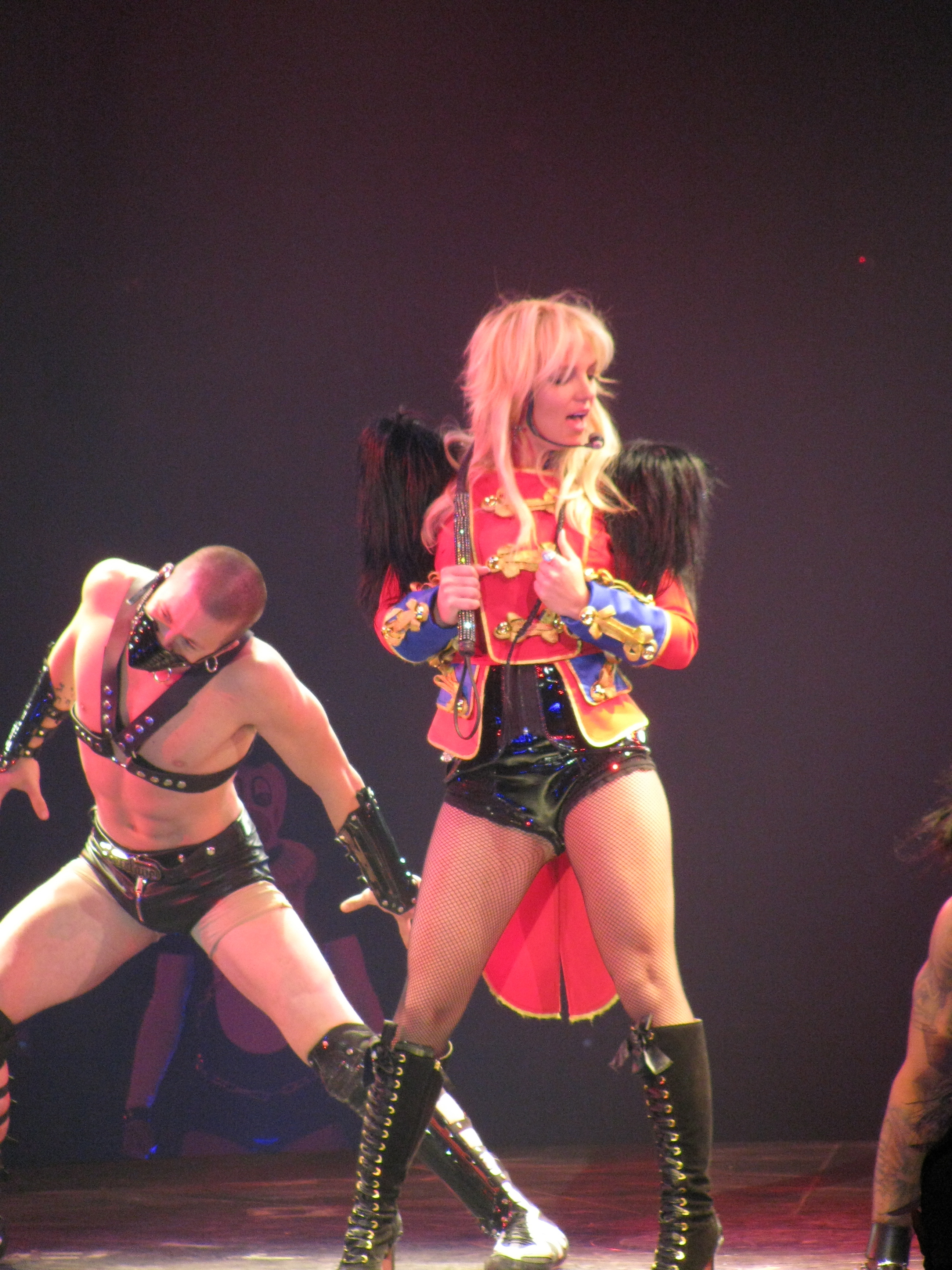
2009년 The Circus Starring Britney Spears 중의 스피어스.

미국의 가수 브리트니 스피어스는 지금까지 여섯 번의 헤드라이너 콘서트 투어를 했었고, 이 중 다섯 번은 세계적인 규모이다. 브리트니의 첫 콘서트 투어는 엔싱크의 오프닝 게스트로 선 것이다. 1999년부터 2000년까지 미국 지역을 순회하는 첫 헤드라이너 콘서트 ...Baby One More Time Tour를 개최했는데, 성공을 거두면서 Crazy 2K Tour라는 이름으로 연장되었다. 투어는 평론가들로부터 긍정적인 평가를 받았지만, 일부에서는 선정적인 의상으로 비판을 했다. 《시카고 선타임스》의 김재하는 "스피어스는 과거 핀업 여왕의 느낌이 나는 "무엇"인가가 있다"고 평가했다. 2000년부터 2001년까지는 세계를 순회하는 콘서트 투어 Oops!... I Did It Again World Tour를 시작했다. 평론가들은 스피어스의 파워와 퍼포먼스, 그리고 밴드에서 진가를 느꼈다고 했다. 2001년부터 2002년까지는 Dream Within a Dream Tour를 개최해 처음으로 일본과 멕시코를 방문했다. 퍼포먼스에는 많은 특수 효과를 동원했는데, 앵콜곡인  "...Baby One More Time" 공연 중 물 2톤을 동원하기도 했다. "Oops!... I Did It Again" 공연 중에는 회전하는 바퀴, "I Love Rock 'n' Roll" 공연 중에는 번지 코드를 사용했다.
2004년에는 The Onyx Hotel Tour를 시작했다. 스피어스는 호텔의 각각 다른 공간에서 쇼를 펼치는데, 오닉스 스톤의 컨셉은 아직 손대지 않은 욕망이다. 이후 "Outrageous" 뮤직비디오 촬영 도 중 무릎을 다치면서 남은 투어는 모두 취소되었다. The Onyx Hotel Tour는 3,400만 달러의 수익과 3,000만 달러의 굿즈 판매수익을 남겨 여자 가수 중 가장 높은 굿즈 판매수익을 기록했다. 이후 2009년 The Circus Starring Britney Spears을 개최할 때까지 아무런 투어를 하지 않았다. 이 투어는 북미 지역에서 모두 매진되었으며 일부 도시에서는 기록적인 관객수를 기록했다. The Circus Starring Britney Spears는 131,800,000달러의 수익을 남기면서 그 해 다섯 번째로 높은 수익을 기록한 투어였으며, 여자 가수 역사상 다섯 번째로 높은 수익을 기록했다. 2009년 9월을 기준으로 지금까지 총 투어 관객수가 1,000만 명을 돌파했다. 그리고 스피어스는 지금까지 L'Oreal Hair Zone Tour (1998), The M+M's Tour (2007)와 같은 총 두 번의 프로모션 투어를 했다.
2013년 12월 27일부터 스피어스는 라스베가스 플래닛 할리우드 리조트 & 카지노에서 2년에 걸친 레지던트 쇼 Britney: Piece of Me라는 제목으로 시작한다고 발표했다. 쇼는 주말에만 펼쳐지며 200회로 예정되어 있다고 한다.

## 콘서트 투어
| 1999–2000 | ...Baby One More Time Tour ($35,000,000)          | 1999년 6월 28일 – 2000년 8월 20일 (북미) | 80 |
| ...Baby One More Time Tour는 스피어스의 데뷔 헤드라이너 콘서트 투어로, ...Baby One More Time를 홍보하기 위한 투어이다. 투어의 무대 디자인과 의상은 지아 벤톨라가 맡았다. 1999년 투어 도중 스피어스는 마돈나, 자넷 잭슨, 자니와 같은 유명한 가수들의 노래를 커버했다. 2000년에는 24회로 이루어진 투어 Crazy 2K라는 제목으로 투어를 연장했다. 이 투어는 두 번째 정규 앨범 Oops!... I Did It Again 발매 전 홍보하는 것을 목적으로 했다. 투어는 평론가들로부터 대부분 긍정적인 평가를 받았고, 스피어스의 퍼포먼스는 "자신감과 파워가 넘친다"고 말했다. 한편, 립싱크 공연으로 비난을 받았는데, 스피어스는 시인도 부인도 하지 않았다. 연장된 투어 Crazy 2K Tour까지 합쳐서 총 3,500만 달러의 수익을 기록했다. |                                                   | |    |
| 2000–01 | Oops!... I Did It Again World Tour ($52,143,517)  | 2000년 6월 20일 – 2000년 9월 20일 (북미) 2000년 10월 8일 – 2000년 11월 21일 (유럽) 2001년 1월 18일 (브라질) | 83 |
| Oops!... I Did It Again World Tour는 스피어스의 첫 월드 투어로, 북미 지역에서 시작해 유럽 브라질을 방문했다. 쇼는 불꽃놀이와 다른 특수 효과들을 동원하면서 이전 투어보다 훨씬 더 정교해졌다. 이번 투어 역시 긍정적인 평가를 받았는데, "이번 콘서트로 사람들이 해온 많은 비판이 틀렸다는 것을 증명했다. 사람들이 꼭 쇼에 와 봤으면 한다."고 말했다. 콘서트 후원은 SFX 엔터테인먼트는 스피어스에게 최소 공연당 200,000만 달러의 수익을 요구했는데, 그 날 공연마다 대부분 매진되었다. Oops!... I Did It Again World Tour는 52,143,517만 달러의 수익과 1,452,014만 명의 관객수를 동원해 그 해 솔로 가수 투어 중 두 번째로 높은 수익을 기록했다.                                                             |                                                   | |    |
| 2001–02 | Dream Within a Dream Tour ($58,248,253)           | 2001년 11월 1일 – 2001년 12월 21일 (북미) 2002년 4월 25일 (일본) 2002년 5월 24일 – 2002년 7월 28일 (북미) | 66 |
| Dream Within a Dream Tour는 스피어스의 세 번째 콘서트 투어로, 세 번째 정규 앨범 Britney를 홍보하는 투어이다. 콘서트 웨스트는 클리어 채널 엔터테인먼트와 많은 분쟁 끝에 후원사로 결정되었다. 티켓 수익금과 굿즈 수익금은 9·11 테러로 인해 피해를 입은 어린이들에게 기부되었다. 투어 제목은 에드거 앨런 포의 시 Dream within a dream에서 따왔다. 테마는 스피어스의 성인식과 새로운 독립이다. 퍼포먼스에는 많은 화려한 특수 효과들이 동원되었는데, 앵콜곡 공연 중 무대에 2톤에 달하는 물을 워터 스크린으로 뿌렸다. 평론가들은 음악적 투어가 아니라 보여주기 위한 쇼에 그친다고 혹평했지만, 58,248,253만 달러의 수익과 1,018,925만 명의 관객수를 기록하며 상업적 성공을 거뒀다.                             |                                                   | |    |
| 2004 | The Onyx Hotel Tour ($35,269,850) (도중 취소)     | 2004년 3월 2일 – 2004년 4월 14일 (북미) 2004년 4월 26일 – 2004년 6월 6일 (유럽) | 53 |
| The Onyx Hotel Tour은 스피어스의 네 번째 콘서트 투어이자 네 번째 정규 앨범 In the Zone을 홍보하는 투어이다. 쇼는 브로드웨이 뮤지컬과 조엘 슈마허와 팀 버튼의 영화에서 주요 영감을 받았다. 평론가들은 "연극 같은 화려한 오락물"이라고 말하며 진가를 알아봤다고 말했다. 또 마돈나의 The Girlie Show World Tour와 비교하기도 했다. 관객들의 나이대는 이전보다 높아졌고, 이에 따라 티켓 판매량도 조금 더딘 모습을 보였다. 굿즈로는 총 3,000만 달러 수익을 남기면서 여자 가수 사상 가장 높은 굿즈 판매수익을 기록했다. 뮤직비디오 촬영 도중 무릎이 다치면서 두 번째 구간 이후 모든 구간이 취소되었다. The Onyx Hotel Tour는 총 35,269,850만 달러의 수익을 기록했다.                                          |                                                   | |    |
| 2009 | The Circus Starring Britney Spears ($135,001,619) | 2009년 3월 3일 – 2009년 5월 5일 (북미) 2009년 6월 3일 – 2009년 7월 26일 (유럽) 2009년 8월 20일 – 2009년 9월 27일 (북미) 2009년 11월 6일 – 2009년 11월 29일 (오스트레일리아)                                    | 97 |
| The Circus Starring Britney Spears는 스피어스의 여섯 번째 콘서트 투어이자 여섯 번째 정규 앨범 Circus를 홍보하기 위한 투어이다. 이번 투어의 무대는 원형 무대로 실제 서커스와 비슷하게 구성을 짰다. 투어 발표 첫째 주에만 50만 장의 티켓이 팔리면서 더 많은 쇼를 추가하라고 발표했다. 북미 지역에는 모두 매진되었고, 많은 도시에서 관객수를 기록을 갈아치웠다. 수익은 135,001,619 달러로, 2009년 다섯 번째로 높은 수익을 올린 투어이며 여자 가수 사상 여섯 번째로 높은 수익을 기록했다. 오스트레일리아 구간에서는 기자가 퍼포먼스 도중 수많은 팬들을 밟았다고 말하며 논란을 일으켰다. 그러나 이후 스피어스의 소속사와 후원사가 사실이 아니라고 말했다.                                                    |                                                   | |    |
| 2011 | Femme Fatale Tour ($68,700,000)                   | 2011년 6월 16일 – 2011년 8월 25일 (북미) 2011년 9월 22일 – 2011년 11월 9일 (유럽) 2011년 11월 11일 (아시아) 2011년 11월 15일 – 2011년 11월 28일 (남아메리카) 2011년 12월 1일 – 2011년 12월 10일 (중앙아메리카) | 79 |
| The Femme Fatale Tour는 스피어스의 일곱 번째 콘서트 투어이자 일곱 번째 정규 앨범 Femme Fatale을 홍보하는 투어이다. 투어는 빌보드 2011년 올해의 투어 탑 25 중 19위로 선정되었다. 빌보드는 39회로(이 중 14회는 매진) 3,710만 달러의 수익과 396,000만 장의 티켓을 판매했다고 발표했다. 북미지역 투어로만 3,830만 달러의 수익을 올려 2011년 가장 높은 수익을 올린 투어 14번째였다. 관객수는 423,017만 명을 동원해 공연당 평균 9,196명의 관객수를 동원했다. 세계적으로는 2011년 11번째로 높은 수익을 올린 투어였으며 총 6,870만 달러 수익, 697,957만 명의 관객수를 동원했다. 공연당 평균 관객수는 8,724명이며, 평균 수익은 98.43 달러이다.                                                                   |                                                   | |    |

## 레지던트 쇼
| 2013–15 | Britney: Piece of Me | 2013년 12월 27일 – 2017년 (미국 라스베가스) | 100 |
| Britney: Piece of Me이라는 제목의 첫 레지던트 쇼이다. 쇼는 2년에 걸쳐 미국 라스베가스 플래닛 할리우드 리조트 & 카지노에서 진행될 예정이다. |                      |                                             |     |

## 프로모션 투어
| 1998 | L'Oreal Hair Zone Tour | 1998년 6월 – 1998년 8월 (북미)            |    |
| 스피어스가 스웨덴에서 데뷔 앨범 녹음을 마치고 데뷔 전 인지도를 높이기 위해 미국에서 진행한 프로모션 투어이다. 같은 방식으로 데뷔 전 프로모션 투어를 진행한 가수로 1980년대 여자 팝스타 데비 깁슨과 티파니 다위시가 있다. 스피어스는 두 명의 댄서들을 동원해 네 곡으로 이루어진 공연을 했다. 투어는 꽤나 성공적이였다. |                        |                                           |    |
| 1998 | 'N Sync in Concert     | 1998년 11월 17일 – 1999년 1월 17일 (북미) | 40 |
| 같은 자이브 레코드 소속의 팝 그룹 엔싱크의 투어로, 스피어스가 오프닝 퍼포머로 무대에 섰다. 스피어스는 애틀랜타, 클리브랜드, 세인트루이스, 미니애폴리스와 같은 도시를 포함해 총 40회 공연 오프닝 게스트로 섰다. 투어의 관객은 대부분 여자였지만, 스피어스의 파워풀한 안무와 노래로 관심을 끌었다.                      |                        |                                           |    |

## 참고 문헌
- Blandford, James R. (2002). 《Britney》. Omnibus Press. ISBN 978-0-7119-9419-5.